# Cirrus SR22
Le Cirrus SR22 est un avion monomoteur léger originellement quadriplace produit par le constructeur aéronautique américain Cirrus Design à partir de 2001. Basé sur le Cirrus SR20, il dispose d'un moteur plus puissant (310 ch soit 231 kW), d'une envergure plus importante et d'une capacité de carburant plus élevée (348 litres). 

## Historique
Dès 1999, Cirrus Design commence le développement du Cirrus SR22, une version haut de gamme du Cirrus SR20 doté d'un moteur Continental IO-550-N de 310 ch, assurant une vitesse de croisière de 185 kt. Le premier SR22 sera commercialisé en février 2001.
Construit en matériau composite, il est extrêmement populaire chez les acheteurs d'avions neufs[réf. souhaitée] et est resté plusieurs années parmi les monomoteurs quadriplace les plus vendus[réf. nécessaire]. Comme le Cessna 400 mais contrairement aux autres avions de sa catégorie, il est équipé d'un train tricycle non-rétractable.
Au chapitre des particularités notables, on remarque des portes à gauche et à droite qui s'ouvrent en élytre ainsi qu'un parachute qui se déploie à l'aide d'une fusée. Ce parachute, prévu pour soutenir l'avion et ses occupants, a aidé à sauver de nombreuses vies.
Le constructeur a innové dans la conception de l'avion car le traditionnel manche placé entre les jambes du pilote et du copilote est remplacé par un mini-manche latéral. Cette disposition donne une certaine facilité d'installation à bord de l'appareil ainsi qu'un gain de place et donc de confort pour le pilote et le copilote. Cette architecture a d'ailleurs été adoptée pour les Cessna 350 et 400.
Le glass cockpit Avidyne Entegra (en) est apparu en  2003.
Le glass cockpit Cirrus Perspective (basé sur le Garmin G1000) est apparu en 2008. Il était optionnel avant de devenir standard. Il est remplacé par le Cirrus Perspective+ (basé sur le Garmin G1000 NXi) en 2017 puis le Cirrus Perspective Touch+ (basé sur le Garmin G2000) doté de deux contrôleurs tactiles en 2024.

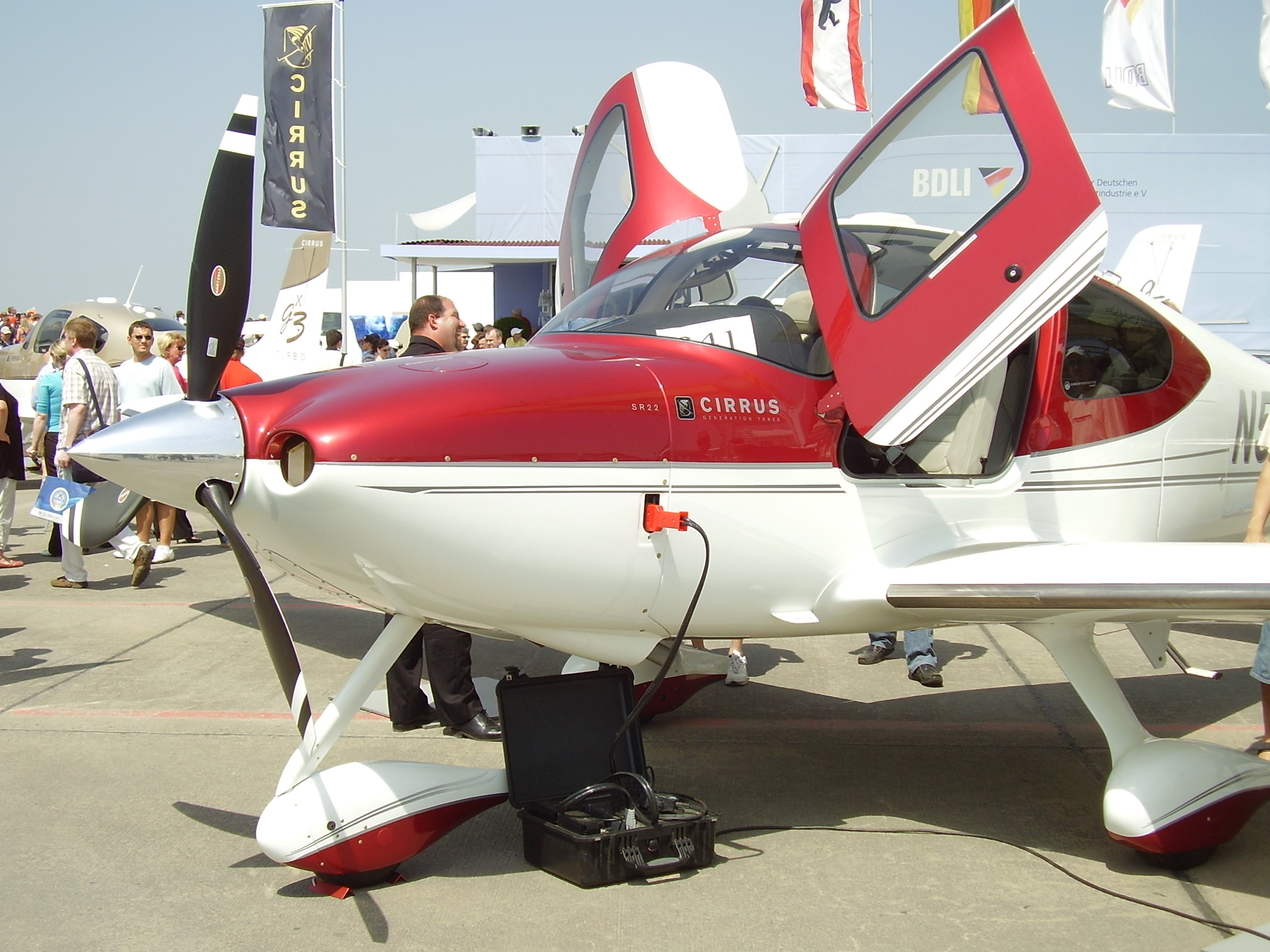
Portes en élytre
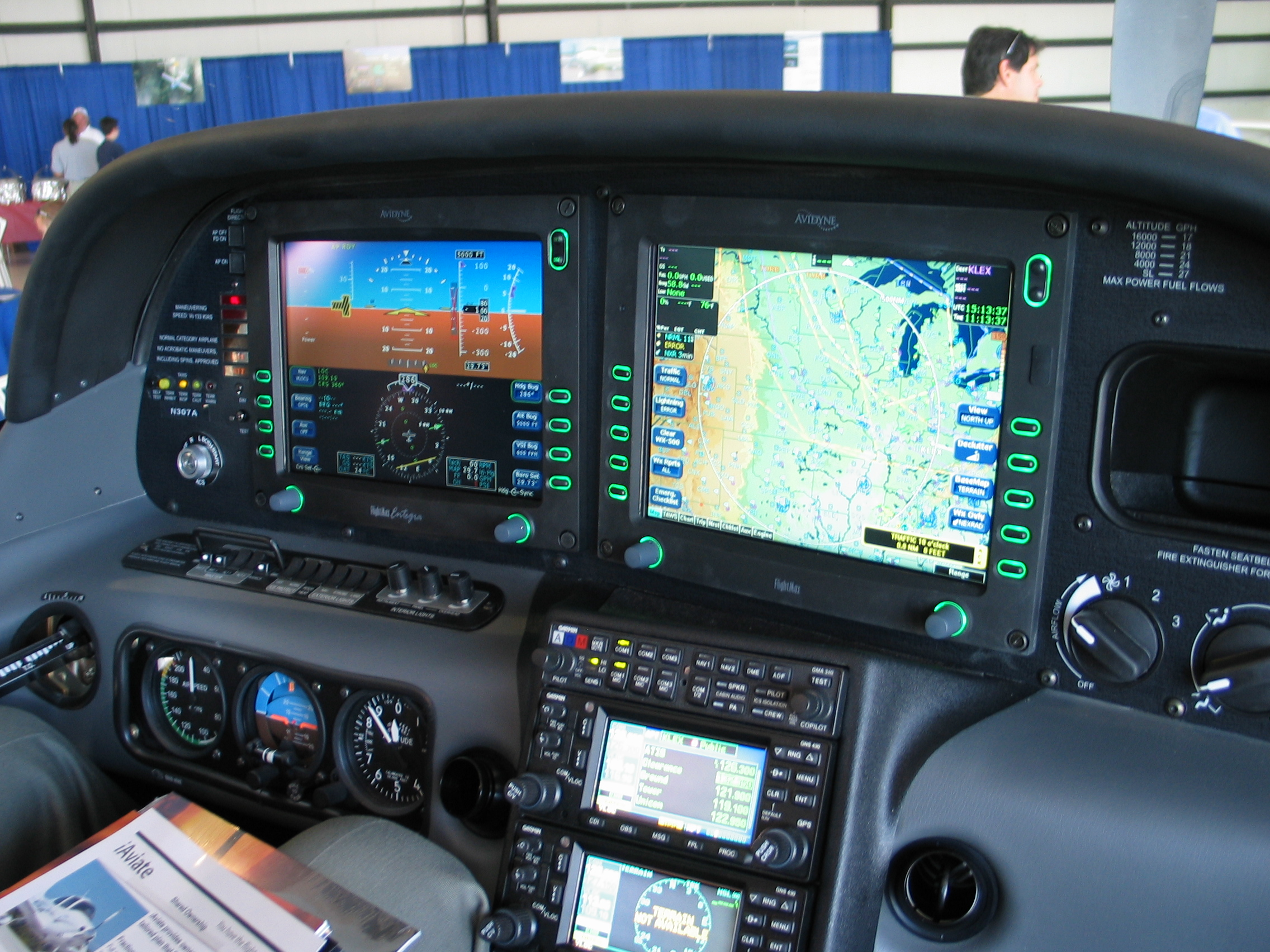
Planche de bord tout écran Avidyne Entegra (2003-2008)
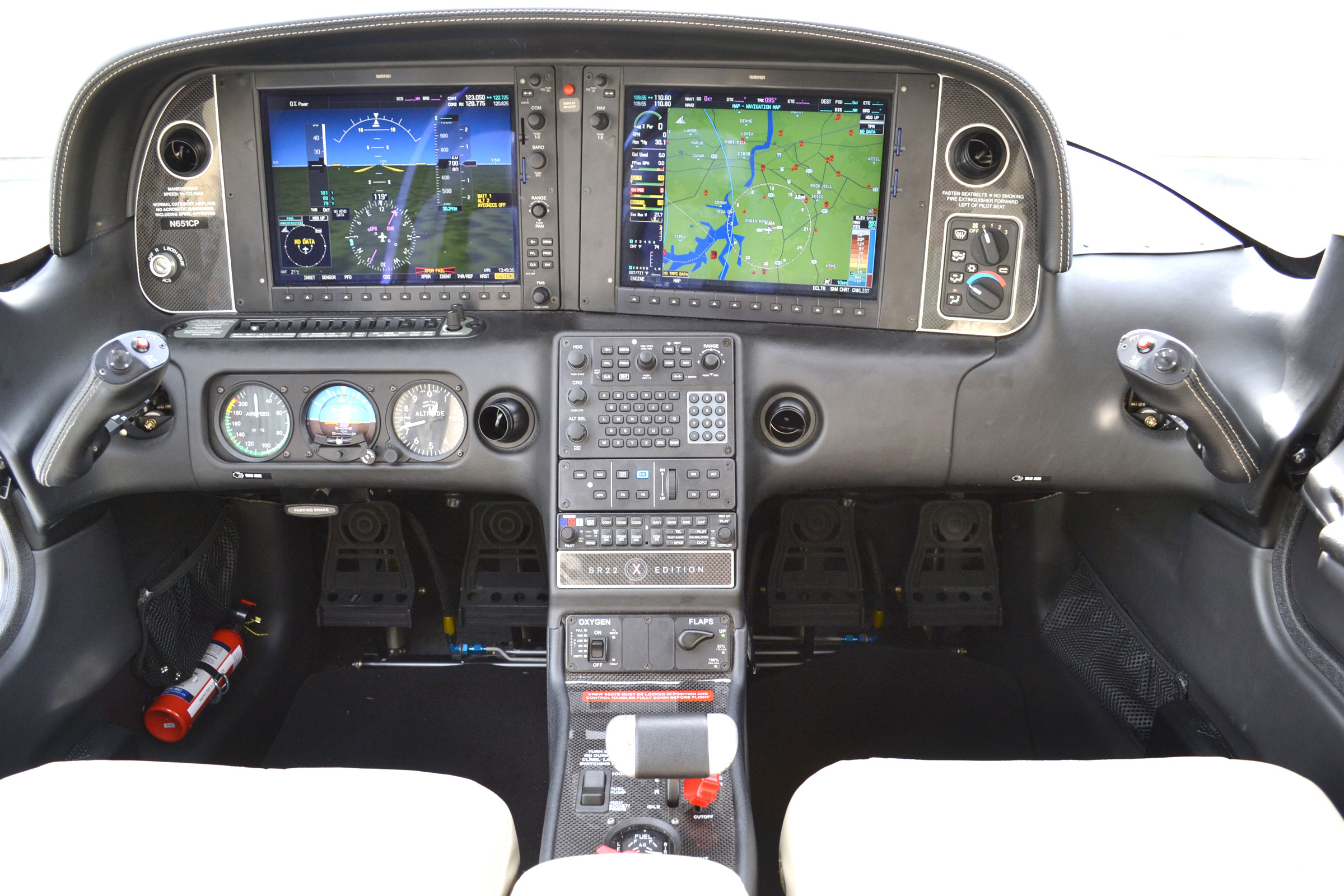
Cirrus Perspective (2008-2017)

## Versions

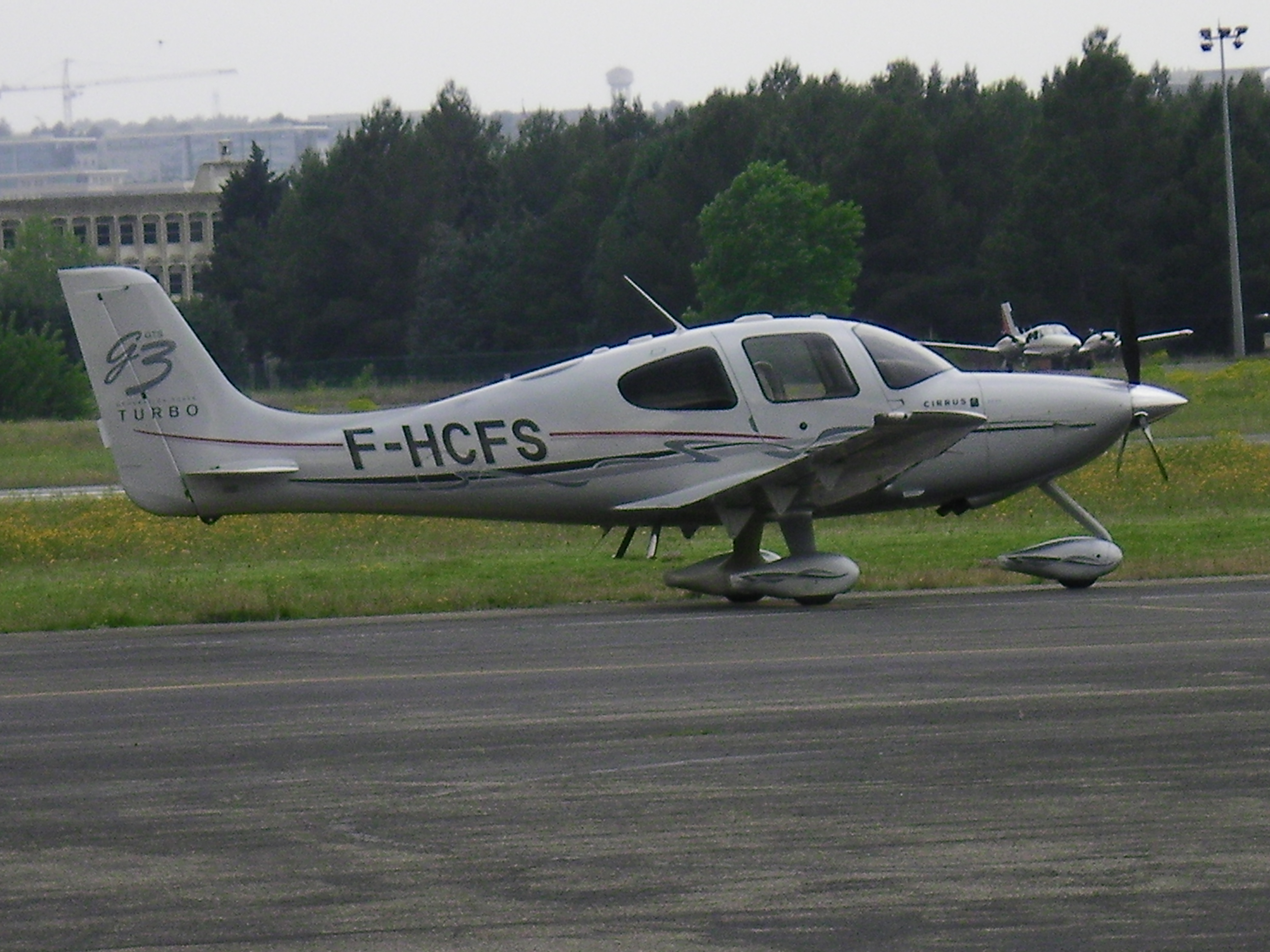
Cirrus SR22GTS G3 turbo

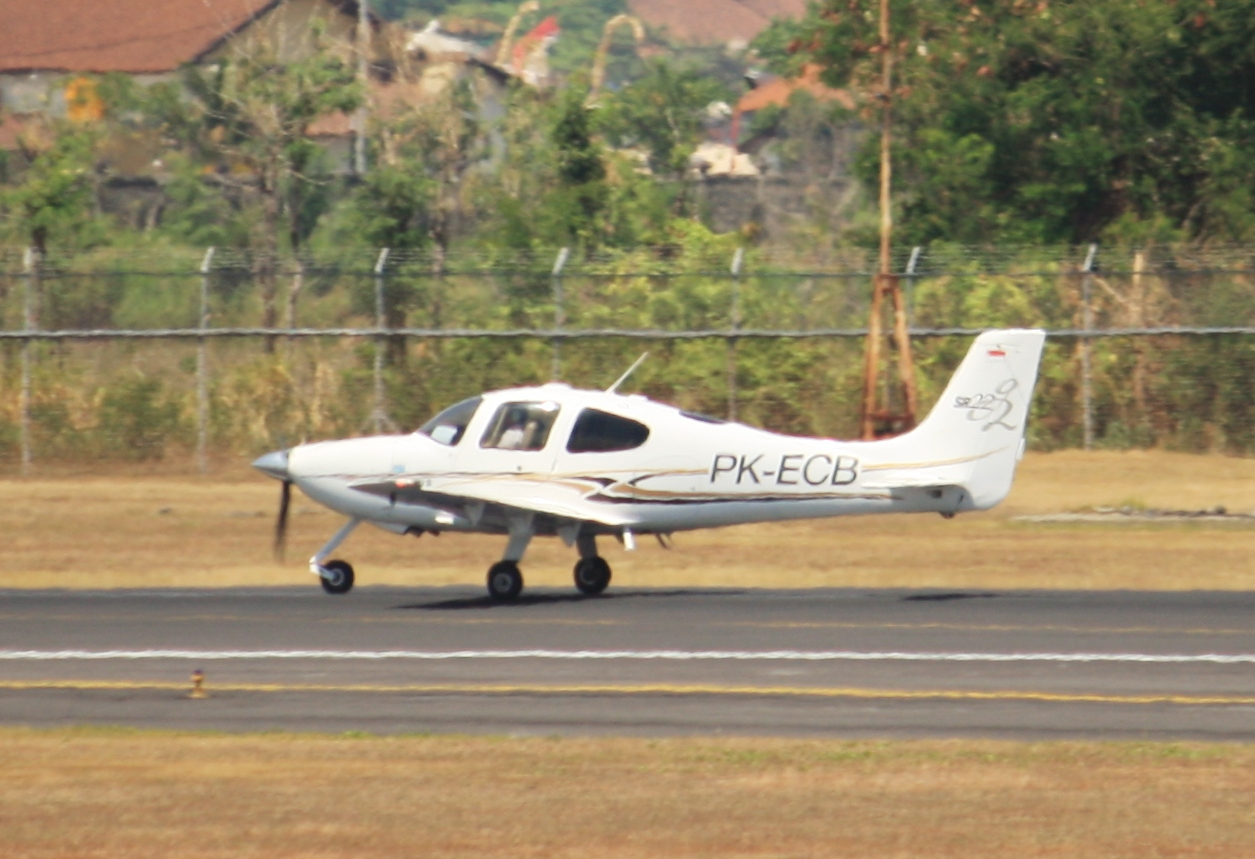
Un Cirrus SR22 de la compagnie indonésienne Sky Aviation

Le SR22 a connu plusieurs évolutions. Elles sont indiquées par un G pour génération. Il n'y a pas eu de G4.
SR22
en 2000 (référencé retrospectivement en SR22 G1)
SR22 G2
en 2004
SR22 G3
en 2007
SR22 G5
en 2013. Augmentation de la charge d'emport de 200 livres. Ce qui porte la masse maximale au décollage à 3600 livres (1 633 kg) et permet d'emporter 400 kg en plus des pleins d'essence. Cette version standardise la cinquième place proposée précédemment en option.
SR22 G6
en 2017. Amélioration du glass cockpit (Cirrus Perspective+).
SR22 G7
en 2024. Intérieur redessiné, glass cockpit Cirrus Perspective Touch+ (Garmin G2000) avec des écrans PFD/MFD 35% plus grands et deux contrôleurs tactiles, une fonction safetaxi pour le guidage au sol lors du roulage, la protection des volets lors du déploiement et du retrait, l'ajout d'un vibreur au mini-manche latéral pour prévenir les décrochages, la sélection automatique des réservoirs, une batterie lithium plus légère.
SR22 G7+
en 2025. Ajout de l'autoland d'urgence en cas d'incapacité du pilote.
Versions turbocompressées:
SR22 TN
en 2006. Ajout d'un kit turbo "Tornado Alley".
SR22 T
en 2010. Moteur turbocompressé Continental TSIO-550-K de 315 ch assurant une vitesse de croisière de 213 kt. Moteur repris sur les modèles SR22 T G5/G6/G7.
Chaque modèle existe également avec ou sans le package "GTS" (version toute équipée).

## Utilisation militaire
Le Ciruss SR22 est utilisé comme avion d'entraînement par l'Armée de l'Air et l'US Air Force. Depuis 2013, la société CATS (Cassidian Air Training Services) met à disposition 7 SR22 (et 16 Cirrus SR20) à l'école de formation du personnel navigant de l'Armée de l'air à Salon de Provence et à l'école d'initiation au pilotage (E.I.P) de l'escadrille 50S basée à Lanvéoc-Poulmic, pour les élèves de l'École Navale de Brest. L'USAF est dotée de vingt-cinq de ces machines sous la désignation de Cirrus T-53A

## Avions de la même catégorie
- Beechcraft Bonanza
- Cessna 350
- Diamond DA50
- Mooney M20R